# Liste des monuments historiques de Turckheim
Ce tableau présente la liste de tous les monuments historiques de Turckheim (Haut-Rhin), classés ou inscrits.

## Monuments historiques
Selon la base Mérimée, il y a 18 monuments historiques à Turckheim, inscrits ou classés.
| Monument | Adresse                                                            | Coordonnées                      | Notice         | Protection | Date | Illustration |
| --- | ------------------------------------------------------------------ | -------------------------------- | -------------- | ---------- | ---- | --- |
| Abbaye de Munster bâtiment résidentiel principal, bâtiment annexe, vestiges du pigeonnier, grange, mur d'enceinte avec portails, puits | 4, rue des Bénédictins                                             | 48° 05′ 15″ nord, 7° 16′ 35″ est | « PA00085753 » | Inscrit    | 1990 | Abbaye de Munsterbâtiment résidentiel principal, bâtiment annexe, vestiges du pigeonnier, grange, mur d'enceinte avec portails, puits |
| Corps de garde façades, toitures | Place Wickram 1, rue Wickram                                       | 48° 05′ 13″ nord, 7° 16′ 41″ est | « PA00085708 » | Inscrit    | 1930 | Corps de gardefaçades, toitures |
| Église Sainte-Anne tour |                                                                    | 48° 05′ 16″ nord, 7° 16′ 41″ est | « PA00085709 » | Inscrit    | 1930 | Église Sainte-Annetour |
| Enceinte fortifiée vestiges de l'enceinte avec l'emprise du fossé                                                                      |                                                                    | 48° 05′ 14″ nord, 7° 16′ 48″ est | « PA68000032 » | Inscrit    | 2000 | Enceinte fortifiéevestiges de l'enceinte avec l'emprise du fossé                                                                      |
| Fontaine fontaine | Place de Turenne                                                   | 48° 05′ 13″ nord, 7° 16′ 41″ est | « PA00085710 » | Inscrit    | 1930 | Fontainefontaine |
| Hôtel des Deux-Clefs façade sur rue, toiture                                                                                           | 3, rue du Conseil                                                  | 48° 05′ 14″ nord, 7° 16′ 40″ est | « PA00085711 » | Inscrit    | 1930 | Hôtel des Deux-Clefsfaçade sur rue, toiture                                                                                           |
| Hôtel de ville façades, toitures | 6, rue du Conseil                                                  | 48° 05′ 15″ nord, 7° 16′ 41″ est | « PA00085712 » | Inscrit    | 1930 | Hôtel de villefaçades, toitures |
| Maison façade sur rue | 2, Grand-Rue                                                       | 48° 05′ 13″ nord, 7° 16′ 40″ est | « PA00085714 » | Inscrit    | 1930 | Maisonfaçade sur rue |
| Maison façades sur rues, toitures | 1, rue du Conseil 2, Grand-Rue                                     | 48° 05′ 13″ nord, 7° 16′ 41″ est | « PA00085713 » | Inscrit    | 1930 | Maisonfaçades sur rues, toitures |
| Maison façade sur rue | 14, Grand-Rue                                                      | 48° 05′ 12″ nord, 7° 16′ 37″ est | « PA00085715 » | Inscrit    | 1930 | Maisonfaçade sur rue |
| Maison façade sur rue, porte sur la cour                                                                                               | 49, Grand-Rue                                                      | 48° 05′ 11″ nord, 7° 16′ 31″ est | « PA00085716 » | Inscrit    | 1930 | Maisonfaçade sur rue, porte sur la cour                                                                                               |
| Maison oriel | 62, Grand-Rue                                                      | 48° 05′ 11″ nord, 7° 16′ 25″ est | « PA00085717 » | Inscrit    | 1930 | Maisonoriel |
| Maison façade sur rue, toiture | 71, Grand-Rue                                                      | 48° 05′ 11″ nord, 7° 16′ 24″ est | « PA00085718 » | Inscrit    | 1930 | Maisonfaçade sur rue, toiture |
| Maison façades, toiture | 85, Grand-Rue                                                      | 48° 05′ 10″ nord, 7° 16′ 21″ est | « PA00085719 » | Inscrit    | 1929 | Maisonfaçades, toiture |
| Maison façade sur rue, toiture | 4, rue Wickram                                                     | 48° 05′ 14″ nord, 7° 16′ 43″ est | « PA00085720 » | Inscrit    | 1930 | Maisonfaçade sur rue, toiture |
| Niedertor (porte de France ou porte de Colmar) porte                                                                                   | Place Turenne Place de la République                               | 48° 05′ 11″ nord, 7° 16′ 41″ est | « PA00085722 » | Classé     | 1931 | Niedertor (porte de France ou porte de Colmar)porte                                                                                   |
| Obertor (porte de Munster) porte |                                                                    | 48° 05′ 10″ nord, 7° 16′ 18″ est | « PA00085723 » | Classé     | 1931 | Obertor (porte de Munster)porte |
| Oeltor (porte de Brand ou Mocheltor) porte                                                                                             | Rue des Vignerons Rue de la Grenouillère Route de Niedermorschwihr | 48° 05′ 21″ nord, 7° 16′ 42″ est | « PA00085721 » | Classé     | 1931 | Oeltor (porte de Brand ou Mocheltor)porte                                                                                             |

## Mobiliers historiques
Selon la base Palissy, il y a 5 objets monuments historiques à Turckheim.
| Monument historique                                                  | Localisation   | Protection | Date de la protection | Référence            | Photo |
| -------------------------------------------------------------------- | -------------- | ---------- | --------------------- | -------------------- | ----- |
| deux bustes de Docteurs de l'Église : Saint-Augustin et Saint-Jérôme | hôtel de ville | inscrit    | 1989                  | Notice no PM68001180 |       |
| statue : crucifix sur socle                                          | hôtel de ville | inscrit    | 1989                  | Notice no PM68001179 |       |
| statue (crucifix) : Christ en croix                                  | hôtel de ville | inscrit    | 1989                  | Notice no PM68001178 |       |
| costume de suisse : bicorne de suisse                                | hôtel de ville | inscrit    | 1989                  | Notice no PM68001177 |       |
| groupe sculpté : Vierge de Pitié                                     | hôtel de ville | classé     | 1991                  | Notice no PM68000587 |       |